# Galymzhan Usserbayev
Galymzhan Usserbayev (19 dicembre 1988) è un lottatore kazako, specializzato nella lotta libera.

## Palmarès
- Campionati asiatici

Xi'an 2019: bronzo nei 79 kg.